# Octobre 1831

## Événements
- 1er octobre, France : départ de Louis-Philippe Ier du Palais-Royal, il s'installe aux Tuileries.

- 9 octobre : assassinat de Ioánnis Kapodístrias à Nauplie. La Grèce est livrée aux intérêts étrangers, surtout britanniques.

- 10 - 18 octobre : la Chambre des députés adopte le projet de loi abolissant l’hérédité de la pairie.

- 11 octobre, France : Chateaubriand publie De la nouvelle proposition relative au bannissement de Charles X et de sa famille.

- 12 octobre, France : féroce attaque de Jules Janin dans Le Journal des débats contre Honoré de Balzac au sujet de l'Auberge rouge qui a reçu par ailleurs un chaleureux accueil de la critique.

- 15 octobre : traité de Londres dit « des 24 articles » qui attribue à la Belgique la partie occidentale du Limbourg et du Luxembourg. Guillaume Ier des Pays-Bas conserve une partie du Luxembourg et le Limbourg et obtient un partage plus favorable des dettes des anciens Pays-Bas unis (24 articles d’octobre).

- 24 octobre, France : après plusieurs démêlés avec Gosselin, et qui amènent la rupture, Victor Hugo signe, pour Les Feuilles d’automne, un contrat avec l'éditeur Renduel.

- 25 octobre, France : le préfet du Rhône fixe le tarif qui va être la cause de la révolte des Canuts.

## Naissances en octobre 1831
- 6 octobre :
  - Gustave-Hippolyte Rouland, homme politique français.
  - Richard Dedekind (mort en 1916), mathématicien allemand.
  - 29 octobre : Othniel Charles Marsh (mort en 1899), zoologiste américain.
  - 31 octobre : Paolo Mantegazza (mort en 1910), médecin, anthropologue, hygiéniste, écrivain, vulgarisateur et homme politique italien.

## Décès en octobre 1831
- 10 octobre : Johann Christian Ludwig Hellwig (né en 1743), entomologiste allemand.
- 14 octobre : Jean-Louis Pons (né en 1761), astronome français, découvreur de 37 comètes.